# Miles Edgeworth: Ace Attorney Investigations
Miles Edgeworth: Ace Attorney Investigations es la quinta entrega de la famosa serie de videojuegos Ace Attorney para Nintendo DS.
En esta nueva versión se controla al fiscal Miles Edgeworth (Mitsurugi Reiji), rival por naturaleza de Phoenix Wright (Ryuuichi Naruhodou).
Esta vez dejaremos de proteger a los inocentes para acusar a los presuntos culpables de manera similar a entregas anteriores.
El título cuenta con 3 modos distintos de juego:

·Fase de Investigación.

·Modo de Lógica.

·Confrontación.
Originalmente se planteó llamarle Miles Edgeworth: Perfect Prosecutor, pero finalmente se cambió al actual.
El juego tiene novedades respecto a entregas anteriores, sobre todo en la investigación de los escenarios de los crímenes, que abandona la cámara fija para poder mover a los protagonistas por un escenario en tercera persona, dejando más de lado el modo de aventura conversacional y centrándolo en un juego a modo de aventura.
El juego salió en primavera del 2010, el 28 mayo en Japón, en EE. UU. el 16 de febrero, en Australia el 18 de febrero y en Europa el 19 de febrero. Cabe destacar que el juego llegó a Europa en inglés, a diferencia de las anteriores entregas de la saga, que venían traducidas a distintos idiomas europeos (Español, Francés, Alemán e Italiano).
Ya que Capcom denunció al juego a causa de la piratería, además de por el cambio de distribuidora. El contrato de Capcom con Nintendo terminó, y la nueva distribuidora, Koch Media, famosa por no traducir sus juegos al castellano, no ha presionado a la compañía para localizar el juego.

## Personajes Principales
Miles Edgeworth (Edad: 26): El protagonista del juego y rival de Phoenix Wright, antiguo protagonista de la saga. Ahora tiene una nueva definición de lo que significa para él ser fiscal, que le ayudará a resolver los 5 casos, encontrar a los asesinos del juego y descubrir los misterios de un misterioso criminal conocido como el "Yatagarasu".
Dick Gumshoe (Edad: 32):Amigo y leal compañero de Miles Edgeworth. Aunque sea un inspector, es alguien inocente e inmaduro, pero su experiencia e información de personaje puede serle de ayuda al protagonista durante el juego.
Kay Faraday (Edad: 17): Hija del fiscal Byrne Faraday. Toma el legado de su padre y lo único que quiere robar es la verdad con el aparato de su padre "pequeño ladrón" que ayuda a Edgeworth a recrear las escenas de crimen.
Franziska Von Karma (Edad: 18): Hija del legendario fiscal Manfred Von Karma. Es fría y calculadora al igual que su padre, además, lleva consigo un látigo con el que aparenta ser una persona fuerte. En secreto le tiene un gran respeto al protagonista, Miles Edgeworth, a quién considera como un "hermano menor" (a pesar de que ella es menor que él).
Shi-Long Lang (Edad: 27): Miembro de la Interpol. Es un gran líder y una persona hábil e impaciente. Le tiene un gran odio a los fiscales ya que estos les quitaron todos los privilegios a su familia. Posee una gran rivalidad con Miles Edgeworth, pero cuando están de acuerdo sobre quién es el verdadero criminal, trabajan juntos para descubrir la verdad.
Personajes secundarios

## Jugabilidad
El juego consiste en una aventura en la que el jugador controla los movimientos de Edgeworth y sus interacciones. En cada caso, el objetivo es reunir pruebas y determinar quién es el autor del delito y cuál fue su motivo. Esto se presenta en forma de una vista en tercera persona, mostrando los personajes de la escena del crimen, y por medio de animaciones en primer plano de los personajes, con diálogos textuales. En algunos casos, se utilizan imágenes fijas para destacar escenas dramáticas.
El modo de juego es similar a otros Ace Attorney, con fases de investigación y descargo, ocupando los espacios para volver a preguntar de otras entregas. En cada uno de los cinco casos, el juego alterna entre las dos fases, pudiendo guardar la partida en casi cualquier punto del juego. Se posee una especie de barra de salud que disminuye en caso de que Edgeworth cometa errores en la lógica. La pérdida total de esa barra puede suponer un mal final, por ejemplo, la detención de una persona inocente. Tras finalizar fases de investigación, el jugador recupera parte de la barra.

### Investigación
La investigación consiste en recoger las pruebas de la escena del crimen y examinarla en sí misma. Pruebas y perfiles se presentan en el Organizador, así como información sobre la escena del crimen, examinada mediante el uso de Lógica.
Durante la investigación, los jugadores pueden usar el stylus en la pantalla táctil o las flechas de dirección para el movimiento y control de Edgeworth. Al estar cerca de un objeto, se puede presentar la oportunidad de deducir una contradicción entre el objeto y las pruebas.
El jugador también puede hablar con personajes no jugables, para encontrar más información sobre la escena del crimen, o hacer preguntas específicas.